# Symphurus macrophthalmus
Symphurus macrophthalmus är en fiskart som beskrevs av Norman, 1939. Symphurus macrophthalmus ingår i släktet Symphurus och familjen Cynoglossidae. Inga underarter finns listade i Catalogue of Life.